# Vladímir Kosinski
Vladímir Kosinski (Unión Soviética, 26 de febrero de 1945-14 de julio de 2011) fue un nadador soviético especializado en pruebas de estilo braza, donde consiguió ser subcampeón olímpico en 1968 en los 100 y 200 metros.

## Carrera deportiva
En los Juegos Olímpicos de México 1968 ganó la medalla de plata en los 100 y 200 metros estilo braza, con unos tiempos de 1:08.0 segundos y 2:29.2 segundos, respectivamente; y en cuanto a las pruebas por equipo, ganó la medalla de bronce en los relevos de 4x100 metros estilos (nadando el largo de braza), tras Estados Unidos y Alemania del Este.